# Kizo
Kizo († um 995) war ein adliger sächsischer Kriegsmann; er spielte in den Kämpfen des ottonischen Königtums mit den slawischen Lutizen 991–995 in den Kämpfen um Brandenburg als militärischer Anführer auf beiden Seiten eine bedeutende Rolle.
Der „berühmte Ritter“ (miles inclitus) Kizo, ostsächsischer Vasall des mächtigen Markgrafen der Nordmark Dietrich von Haldensleben, war einer Kränkung wegen von diesem zum Gegner jenseits der Elbe, dem slawischen Kultbund der Lutizen abgefallen. Im September 991 eroberte ein sächsisch-polnisches Heer mit dem 11-jährigen König Otto III. und dem Sachsenherzog Bernhard Billung die 983 verlorene Festung Brandenburg, dem politischen Zentrums des Landes. Kurz darauf nahm Kizo mit Unterstützung die Brandenburg wieder ein. Er wurde mit ihrer Verteidigung betraut und fiel von hier ins sächsische Grenzland ein. Im August 992 zog ein Reichsheer mit Kontingenten aus Polen und Böhmen unter König Otto III., Herzog Heinrich von Bayern und Herzog Boleslav II. von Böhmen vor die Brandenburg. Auf Rat der Fürsten wurde die Belagerung aufgegeben. Im nächsten Jahr unterwarf sich Kizo wieder dem König, der ihn im Kommando der Festung beließ. Als die erbitterten Lutizen darauf Kizo in der Brandenburg bestürmten, sandte ihm Otto III. Verstärkung unter Markgraf Ekkehard von Meißen und andere Grafen, von denen aber nur einige zu den Verteidigern vordringen konnten. Der König eilte mit dem sächsischen Feldheer über die Elbe und vertrieb die Belagerer. Danach residierte Kizo in der Funktion eines Markgrafen neben Pribislav, dem christlichen Fürsten der Heveller, in der Brandenburg. Als sich Kizo Ende 994 in Quedlinburg aufhielt, brachte sein Gefolgsmann, der adlige Heveller Boliliut, die Brandenburg in seine Gewalt, erlaubte aber Kizos Getreuen und seiner Gemahlin den Abzug. Kizo wurde später bei einem neuen Einfall ins Havelland mit seinen Leuten erschlagen. 
Die Forschung schenkt seinem Fall auch deshalb Beachtung, weil Kizo nach seinem Abfall bei den Sachsen in hohem Ansehen blieb. Sein Verhalten wurde nicht nur nach Zugehörigkeit zum sächsischen Volk und zum Reich, die sich in gegenseitigen Treuebindungen zwischen Fürst und Vasallen darstellt, sondern zugleich im Licht der Ehrbegriffe und der Familienloyalität des hohen Adels beurteilt. 